# Kanzel Solesmes (Nord)

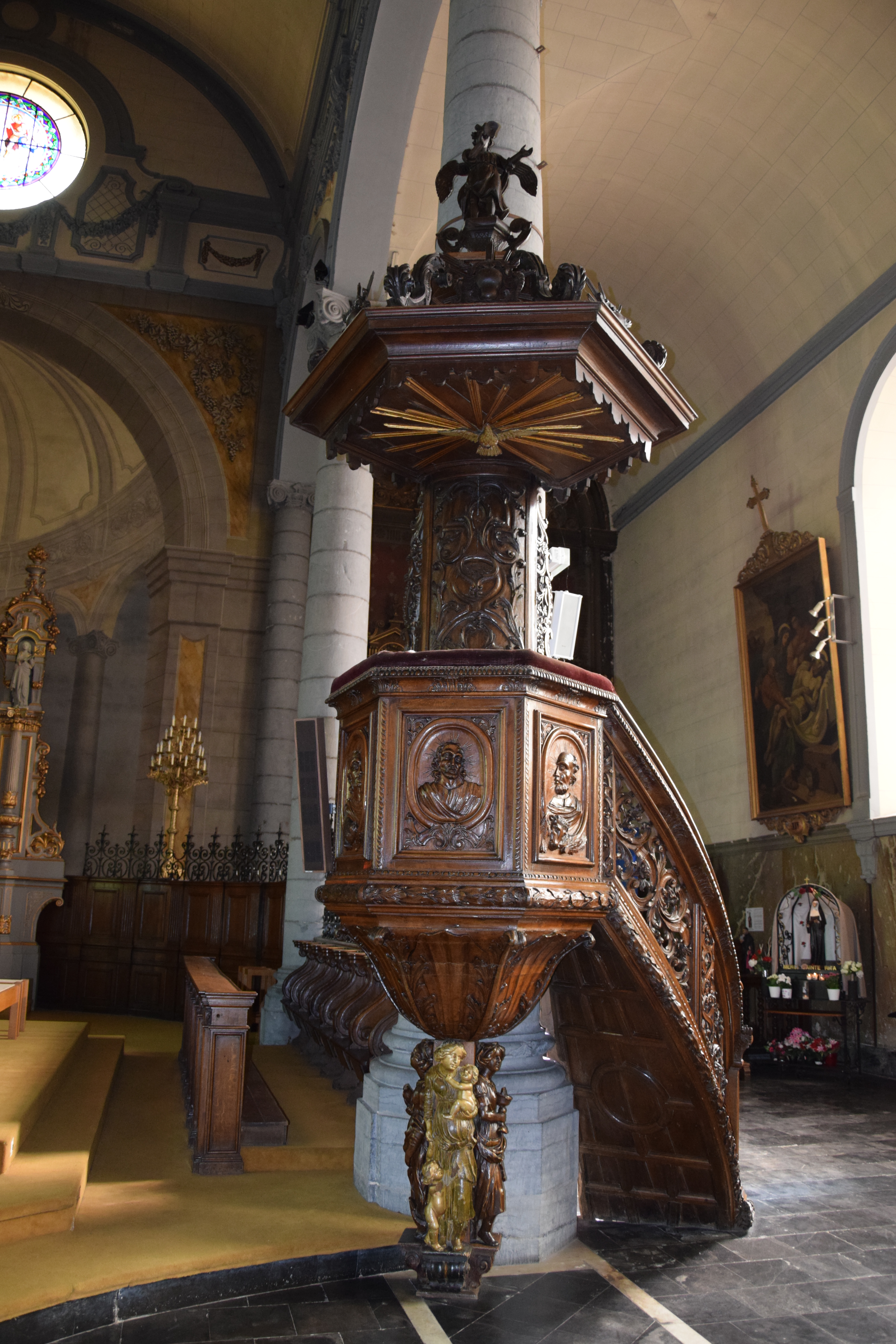
Kanzel in Solesmes

Die Kanzel in der Kirche St-Martin von Solesmes, einer französischen Gemeinde im Département Nord in der Region Hauts-de-France, wurde 1704 geschaffen. Die 4,90 Meter hohe Kanzel aus Holz wurde im Jahr 1973 als Monument historique in die Liste der denkmalgeschützten Objekte (Base Palissy) in Frankreich aufgenommen.
Der Kanzelkorb ist mit Reliefs der Evangelisten und Jesus geschmückt. Die Treppe hat ein Geländer mit geschnitzten Tafeln in Form von Pflanzenmotiven.
Der achteckige Schalldeckel wird von einem musizierenden Engel bekrönt, die Unterseite ist mit einer Heiliggeisttaube geschmückt.
Am Kanzelfuß stehen drei Frauenskulpturen, die die Tugenden Glaube, Hoffnung und Liebe symbolisieren.